# Großsteingräber bei Ermsleben
Die Großsteingräber bei Ermsleben waren zwei jungsteinzeitliche megalithische Grabanlagen in Ermsleben, einem Ortsteil der Gemeinde Falkenstein/Harz im Landkreis Harz, Sachsen-Anhalt. Beide Anlagen wurden offenbar nach 1890 zerstört.
Die Großsteingräber befanden sich zwischen Ermsleben, Reinstedt und Aschersleben in leichter Hanglage auf offenem Feld etwa 300 m östlich des Kartenpunktes 142,2 auf dem Messtischblatt 2383. Die Existenz der Gräber wurde im Jahr 1947 durch Fritz Klocke, Museumsleiter des Heimatsmuseums in Ballenstedt bekannt, der berichtete, dass ein Dr. Mühlenberg sie zwischen 1880 und 1890 noch persönlich gesehen hatte. Zu dieser Zeit dienten sie einem Kesselflicker als Wohnung. Genauere Angaben zur Beschaffenheit der Anlagen liegen nicht vor. Auch sind keine Funde bekannt, sodass eine Zuordnung zu einer archäologischen Kultur nicht möglich ist.
Aus Ermsleben sind außerdem ein weiteres zerstörtes Steingrab und ein Menhir bekannt, der Nagelstein von Ermsleben. Bei dem Steingrab, dem Großsteingrab Sinsleben, das im Jahr 1831 entdeckt wurde und mehrere Gefäße, darunter eine Tasse der Bernburger Kultur, enthielt, ist aber wegen der vagen Beschreibung nicht ganz klar, ob es sich um ein echtes Großsteingrab oder einen sub- bzw. pseudo-megalithischen Grabbau gehandelt hat.